# Penisola Foster
La penisola Foster è una penisola orientata in direzione nordovest-sudest lunga circa 22 km e larga circa 11, situata sulla costa orientale della Terra di Palmer, in Antartide. Completamente ricoperta dai ghiacci, la penisola si trova in particolare sulla costa di Black, dove si estende nel mare di Weddell separando l'insenatura di Palmer, a est, dall'insenatura di Lamplugh, a ovest, e dove vede le sue coste completamente occupate dai ghiacci della regione meridionale della piattaforma glaciale Larsen D, eccezion fatta per una porzione della costa nord, a fianco a cui scorre il ghiacciaio Kauffman, che la separa dalla penisola Kvinge.

## Storia
La penisola Foster fu scoperta da alcuni membri del Programma Antartico degli Stati Uniti d'America (USARP) di stanza alla base Est che nel 1940 esplorarono questa costa sia via terra che con ricognizioni aeree e fu completamente cartografata nel 1974 dallo United States Geological Survey sulla base di ulteriori ricognizioni effettuate dalla marina militare statunitense negli anni 1960. In seguito essa fu così battezzata dal comitato consultivo dei nomi antartici in onore di Theodore D. Foster, un oceanografo dell'USARP che fu a capo delle campagne di esplorazione condotte nel mare di Weddell nelle stagioni 1972-73 e 1974-75.